# TIM Festival
El TIM Festival es un festival de música alternativa, indie, electrónica, rock y jazz, que existe desde los años 1980 en el Brasil. Originalmente, el festival era llamado Free Jazz Festival, pero cuando era patrocinado por la marca de cigarrillos Free, de Souza Cruz, pero se vio obligado a cambiar de nombre en el 2003, cuando una nueva legislación brasilera prohibió el patrocinio de eventos culturales por empresas tabacaleras. Ese año, la compañía de telefonía celular TIM asumió la financiación del evento.
El festival es organizado por la productora y cineasta Monique Gardenberg.
En 2009, la TIM anunció que no patrocinaría más el festival y que invertiría en otras formas de publicidad. La organización actualmente busca un nuevo patrocinador para continuar la realización del festival, por ello, en 2009, no fue realizado.

## Locales
El TIM Festival se realizó en Río de Janeiro, en la Marina da Glória. Algunas de las principales atracciones se encuentran en otras ciudades del Brasil, como Curitiba, Vitória, Belo Horizonte o São Paulo.
En 1985, el festival comenzó en el Hotel Nacional de Río de Janeiro y el Centro de Convenções de Anhembi, y tras numerosas adaptaciones se consolidó en el Museu de Arte Moderna do Rio de Janeiro y en el Jockey Club de São Paulo.
En 2006, la operadora de celular VIVO compró el espacio del Museu de Arte Moderna y el festival se mudó a la Marina da Glória, donde ha permanecido hasta ahora.

## Atracciones y participantes

### 2008
- Kanye West[1]
- MGMT
- Klaxons
- The National
- Gogol Bordello
- Junior Boyz
- Carla Bley
- Sonny Rollins
- Tomasz Stańko
- Esperanza Spalding

### 2007
- Arctic Monkeys
- The Killers
- Björk
- Hot Chip
- Cat Power
- Juliette and The Licks
- Antony and the Johnsons
- Spank Rock
- Girl Talk

### 2006
- Beastie Boys
- Daft Punk
- Yeah Yeah Yeahs
- TV On The Radio
- Thievery Corporation
- Mombojó
- Patti Smith
- DJ Shadow
- Black Dice
- Devendra Banhart
- The Bad Plus

### 2005
- The Strokes
- Arcade Fire
- Kings of Leon
- Wilco
- Elvis Costello
- Television
- Diplo
- De La Soul
- Dizzee Rascal
- Morcheeba
- M.I.A.
- Mundo Livre S/A

### 2004
- The Libertines
- The Mars Volta
- Kraftwerk
- PJ Harvey
- Primal Scream
- Brian Wilson
- kid606
- Pet Shop Boys
- Soulwax
- Cansei de ser sexy

### 2003
- Gotan Project
- Super Furry Animals
- White Stripes
- KD Lang
- Beth Gibbons
- Public Enemy
- Front 242
- 2manydjs
- Peaches
- The Rapture

### 2002
No se realizó el festival

### 2001
- Aphex Twin
- Sigur Rós
- Belle & Sebastian
- Grandaddy
- Macy Gray
- Orishas
- Fatboy Slim
- The Temptations
- Sidestepper
- Cordel do Fogo Encantado

### 2000
- Sonic Youth
- Sean Lennon
- Manu Chao
- Leftfield
- Moloko
- Art Ensemble of Chicago
- Max Roach

### 1999
- The Roots
- Cake
- Finley Quaye
- Eagle-Eye Cherry
- Orbital
- The Crystal Method
- Jonny Lang
- MV Bill

### 1998
- Kraftwerk
- Massive Attack
- Ben Harper
- Dave Matthews Band
- Macy Gray
- Jeff Beck
- Wayne Shorter

### 1997
- Björk
- Erykah Badu
- Jamiroquai